# Domgrundmühle
Domgrundmühle ist eine Wüstung auf dem Gemeindegebiet des Marktes Nordhalben im Landkreis Kronach (Oberfranken, Bayern), die heute im Staubereich der Trinkwassertalsperre Mauthaus liegt.

## Geographie
Die Einöde lag auf einer Höhe von 448 m ü. NHN in einer Schleife der Nurner Ködel, 100 m östlich an einem Seitenarm. Anfangs war sie nur östlich über Wetthof erreichbar bzw. nördlich über einen Wirtschaftsweg entlang der Ködel (2 km), die beide zur heutigen Staatsstraße 2207 führten. Vor 1900 wurde der Weg nach Süden Richtung Mauthaus erweitert (3 km).

## Geschichte
Domgrundmühle gehörte in der ersten Hälfte des 19. Jahrhunderts zum Gemeindegebiet der Realgemeinde Nordhalben. Sie erhielt die Haus-Nr. 179 dieses Ortes. Vor der Inbetriebnahme der Trinkwassertalsperre Mauthaus im Jahr 1975 wurde das Anwesen abgebrochen, die Hofstelle ist heute überflutet.

### Einwohnerentwicklung
| Jahr      | 001861 | 001871 | 001885 | 001900 | 001925 | 001950 | 001961 |
| Einwohner | 8      | 4      | 3      | 8      | 3      | 0      | 0      |
| Häuser    |        |        | 1      | 1      | 1      | 1      | 1      |
| Quelle    | [ 4 ]  | [ 5 ]  | [ 6 ]  | [ 7 ]  | [ 8 ]  | [ 9 ]  | [ 10 ] |

## Religion
Der Ort war ursprünglich rein katholisch und nach St. Bartholomäus (Nordhalben) gepfarrt.

## Weblink
- Domgrundmühle in der Ortsdatenbank des bavarikon, abgerufen am 20. August 2021.